# Місіс Америка (мінісеріал)
«Місис Америка» (англ. Mrs. America) — американський драматичний мінісеріал, заснований на реальних подіях, з Кейт Бланшетт у головній ролі, який став її теледебютом. Прем'єра телесеріалу відбулася на весні у 2020 році на телеканалі «FX».

## Сюжет
Серіал описує історію боротьби проти 19-ї поправки до Конституції США, якою закріпили рівні права громадян незалежно від статі у США.
Конституційна юристка і громадська активістка-консерваторка Філліс Шлефлі (Кейт Бланшетт) виступає проти феміністичного руху і поправки про рівні права для жінок. Шлефлі має ультраконсервативні погляди, борючись також проти легалізації абортів та руху за права сексуальних меншин. Шлефлі та її прихильницям протистоять відомі американські феміністки: Бетті Фрідан, Ґлорія Стайнем, Ширлі Чисголм, Белла Абзуґ та інші.

## У ролях
Основні персонажі
- Кейт Бланшетт — Філліс Шлефлі[en]
- Узо Адуба — Ширлі Чисголм
- Роуз Бірн — Ґлорія Стайнем
- Кейлі Картер — Памела
- Арі Ґрейнор — Бренда Фейґен[en]
- Мелані Лінскі — Розмарі Томсон
- Джеймс Марсден — Філ Крейн[en]
- Марґо Мартіндейл — Белла Абзуґ
- Сара Полсон — Аліса
- Джон Слеттері — Фред Шлефлі
- Джинн Тріплгорн — Елеонора Шлефлі
- Трейсі Ульман[en] — Бетті Фрідан
- Елізабет Бенкс — Джилл Ракелшаус[en]

Другорядні персонажі
- Нісі Неш — Флоренс «Фло» Кеннеді
- Брія Гендерсон — Маргарет Слоун-Гантер
- Брендан Кокс — Брюс Шлефлі
- Карлі Штерн — Кетлін
- Нові Едвардс — Віллія Б. Рід
- Мелісса Джойнер — Одрі Ров Колом
- Сінді Драммонд — Лотті Бет Гоббс
- Маріум Карвелл — Леонія
- Саманта Еспі — Джекі Девісон
- Тереза Павлінек[en] — Енн Паттерсон
- Гелен Гейден — інтерн
- Андреа Ґрант — Арлін Катрін Джонсон, дружина Філа Крейна
- Анна Дуґлас — Джин О'Лірі
- Брендан Галлоран — Джон Сірс
- Андреа Наведо[en] — Кармен Дельгадо Вота[en]
- Брендон Дж. Дірден[en] — Конрад Чісголм
- Джулі Вайт — жінка

## Виробництво
Телеканал FX у жовтні 2018 року оголосив, що планує створити мінісеріал, і Кейт Бланшетт запросили виконати головну роль у ньому.
У травні 2019 року було оголошено, що у мінісеріалі також ролі виконають Узо Адуба, Роуз Бірн, Кейлі Картер, Арі Ґрейнор, Мелані Лінскі, Джеймс Марсден, Марґо Мартіндейл, Сара Полсон, Джон Слеттері, Джинн Тріплгорн та Трейсі Ульман. Про участь Елізабет Бенкс було оголошено в червні. У серпні до акторського колективу долучилась Нісі Неш.
Фільмування мінісеріалу планується провести з 19 червня 2019 року до 1 листопада 2019 року в містах Торонто та Гамільтон, Онтаріо, Канада.